# Lydum Å
Lydum Å är ett vattendrag i Danmark. Det ligger i den västra delen av landet, 270 km väster om huvudstaden Köpenhamn.
Ån rinner i Varde kommun  (Region Syddanmark) och Ringkøbing-Skjerns kommun (Region Mittjylland).